# Vorarlberger Volksblatt
Das Vorarlberger Volksblatt war eine Tageszeitung, die in Vorarlberg von 1866 bis 1938 und von 1945 bis 1972 erschien.

## Geschichte
Das Vorarlberger Volksblatt wurde 1866 gegründet, als Tageszeitung seit 1887. Die politische Ausrichtung war christlich sozial und streng konservativ, die Redaktion wurde permanent von katholischen Geistlichen geleitet und war im Erscheinungszeitraum bis 1938 teilweise explizit antisemitisch geprägt.
Während des aufkommenden Nationalsozialismus nach 1930 wehrte sich das Volksblatt vehement gegen die um sich greifende antiklerikale Stimmung. Nach dem Anschluss Österreichs an das Deutsche Reich 1938 wurde die Redaktion besetzt, der Chefredakteur Georg Schelling einige Zeit später verhaftet und die Zeitung nach vier Wochen eingestellt.
Nach dem Zweiten Weltkrieg wurde das Volksblatt als Parteizeitung der ÖVP Vorarlberg unter dem Presseverein als Eigentümer und Verleger neu aufgelegt. Im März 1946 wurde vom Alliierten Rat über das Blatt ein vierwöchiges Erscheinungsverbot wegen Nazismus, Militarismus und Pangermanismus, und damit des Verstoßes gegen das Pressedekret vom 1. Oktober 1945 verhängt. Die Tageszeitung verlor durch diesen Vorfall laut eigenen Angaben „mehrere tausend Leser“.
Die immer stärker werdende Konkurrenz der 1945 gegründeten Vorarlberger Nachrichten, die sich bald als deutlich auflagenstärkstes Blatt etablieren konnte, führte schließlich 1972 zur endgültigen Einstellung des Vorarlberger Volksblattes. Gleichzeitig kam es zur Gründung der Neuen Vorarlberger Tageszeitung als Gegenkraft zu den einflussreichen Vorarlberger Nachrichten.

## Ausrichtung und Tendenzen

### Vor 1938
Das klerikal-katholische Blatt wartete bereits im späten 19. Jahrhundert mit massiv antisemitischen Artikeln auf, die die Judenfeindlichkeit des katholisch-konservativen Lagers in Vorarlberg als zentrales politisches Element der damaligen Zeit widerspiegeln. Der Antisemitismus wurde nach dem Zusammenbruch der Monarchie nicht selten mit separatistischen Tendenzen, die auf eine Loslösung vom „jüdischen“ Wien gerichtet waren, verknüpft.
Aber auch fremdenfeindliche Tendenzen, insbesondere gegen die starke Zuwanderung von Arbeitskräften aus Oberitalien, waren unverkennbar. Politisch wandte sich das Vorarlberger Volksblatt gegen die politischen Feinde der Christlichsozialen, die Sozialisten, Kommunisten, Liberalen und Nationalsozialisten und unterstützte den Austrofaschismus.

### Nach dem Zweiten Weltkrieg
Nach dem Zweiten Weltkrieg verstand sich das Vorarlberger Volksblatt als offizielles Parteiblatt der ÖVP und als Gegenpol zu den, ebenfalls christlich konservativ ausgerichteten, Vorarlberger Nachrichten.